# Hedwigskirche
Das Patrozinium der heiligen Hedwig von Andechs (auch Hedwig von Schlesien) tragen folgende Kapellen und Kirchen:

## Deutschland
- Adelebsen: St. Hedwig und Adelheid
- Bayreuth: Pfarrkirche St. Hedwig (Bayreuth)
- Berlin, Stadtteil Mitte: St.-Hedwigs-Kathedrale
- Bevern (Landkreis Holzminden): St. Hedwig (Bevern)
- Bielefeld, Stadtteil Heepen: St. Hedwig (Bielefeld)
- Braunschweig, Stadtteil Rüningen: St. Hedwig (Braunschweig)
- Bremen, Stadtteil Vahr: St. Hedwig (Bremen)
- Celle: St. Hedwig (Celle)
- Düsseldorf, Stadtteil Eller: St. Hedwig (profaniert)
- Essen-Altenessen: St. Hedwig (Essen-Altenessen)
- Freden: St. Hedwig (Freden)
- Görlitz, Stadtteil Rauschwalde: St. Hedwig (Rauschwalde)
- Hessisch Oldendorf, Ortsteil Großenwieden: St. Hedwig (Großenwieden) (profaniert)
- Iserlohn: St. Hedwig (Iserlohn)
- Jüterbog: St. Hedwig (Jüterbog)
- Karlsruhe-Waldstadt: St. Hedwig (Karlsruhe)
- Kempten: St. Hedwig (Kempten)
- Kleinlangheim: St. Hedwig (Kleinlangheim)
- Koblenz: St. Hedwig (Koblenz)
- Köln: St. Hedwig (Köln)
- Markt Berolzheim: St. Hedwig (Markt Berolzheim)
- München: St. Hedwig (Sendling-Westpark)
- Norderstedt:  St. Hedwig (Norderstedt), Kirche am Falkenkamp, Teil der Pfarrei St. Katharina von Siena
- Oberursel: St. Hedwig (Oberursel)
- Paderborn, Stadtteil Lieth: St. Hedwig (Paderborn)
- Schwabach, Ortsteil Dietersdorf: St. Hedwig (Schwabach-Dietersdorf)
- Speyer: St. Hedwig
- Springe, Stadtteil Völksen: St. Hedwig (Völksen) (profaniert)
- Sulzbach-Rosenberg: St. Hedwig (Sulzbach-Rosenberg)
- Vlotho, Stadtteil Exter: St. Hedwig (Exter)
- Völklingen, Stadtteil Wehrden: Pfarrkirche St. Hedwig (Völklingen)
- Wunstorf, Stadtteil Steinhude: St. Hedwig (Steinhude)
- Wuppertal, Stadtteil Cronenberg: St. Hedwig (Wuppertal)

## Österreich
- Hedwigkapelle Bad Zell im Mühlviertel

## Polen
- St. Hedwig (Bierdzan)
- St. Hedwig (Bolków)
- Hedwigkirche (Gliwice) (Gleiwitz)
- St. Hedwig (Gryfów Śląski) (Greiffenberg)
- St. Hedwig (Jeziorany) (Seeburg, Ostpreußen)
- St. Hedwig (Kmiecin), Pommern
- St. Sigismund und St. Hedwig (Koźle) (Cosel)
- St. Hedwig (Radoschau) (Radoszowy)
- St. Hedwig (Reimswaldau) (polnisch: Rybnica Leśna)
- St. Hedwig (Salesche) (polnisch: Zalesie Śląskie)
- St. Hedwig (Walim) (Wüstenwaltersdorf)
- Hedwigskirche (Wisła)
- Hedwigskirche (Zabrze) (Hindenburg)
- Hedwigskirche (Zgorzelec) (Görlitz)
- St. Hedwig (Zielona Góra) (Grünberg)

## Tschechien
- St. Hedwig (Darkovice)